# Готские рунические надписи
Готские рунические надписи — небольшое число надписей на готском языке, выполненных рунами (старшим футарком) и найденных на территории, где в III в. н. э. засвидетельствовано проживание готов (вельбарская культура, черняховская культура). В связи с ранней христианизацией готов христианский готский алфавит полностью вытеснил среди них руны к середине IV века (тогда как северогерманские народы, к которым христианство пришло позднее, продолжали пользоваться рунами ещё несколько веков, иногда даже после крещения).
Существует около десятка подобных надписей, из которых только три широко признаны как однозначно готские: золотое кольцо из Пьетроассы с посвятительной надписью, найденное в составе более крупного клада в румынских Карпатах, и два наконечника, на которых, вероятно, написано «имя» оружия, один из которых найден в украинских Карпатах, а другой — в восточной Германии, недалеко от Одера.

## Кольцо из Пьетроассы
Золотое кольцо (ожерелье), найденное в 1837 году в Пьетроассе (рум. Pietroasa, северо-западная Румыния, около 50 км к югу от Сату-Маре), датируется ок. 400 г. н. э. На нём нанесена надпись старшим футарком из 15 рун. Кольцо было украдено в 1875 году и разрезано на две части бухарестским ювелиром. Позднее кольцо было восстановлено, но 7-я руна в результате переделки была утрачена:
ᚷᚢᛏᚨᚾᛁ [?] ᚹᛁ ᚺᚨᛁᛚᚨᚷ (gutani [?] wi hailag).
В рисунках и описаниях, сделанных до 1875 года, надпись читалась как gutaniowi hailag (ᚷᚢᛏᚨᚾᛁᛟᚹᛁ ᚺᚨᛁᛚᚨᚷ), что интерпретировали либо как gutanio wi hailag «священное для готских женщин», либо как gutan-iowi hailag «священное для готского Юпитера» (Loewe 1909); «Юпитер» отождествляется с Тором), либо как gutani o [thala] hailag «священное наследие готов» (gutani — родительный падеж множественного числа, в текстах епископа Ульфилы слово имеет форму 𐌲𐌿𐍄𐌰𐌽𐌴, gutane).
Идентичность 7-й руны как одал с тех пор была поставлена под сомнение, но недавно была опубликована фотография, сделанная для лондонского общества Арундела до похищения кольца, и поврежденная руна явно выглядит как ᛟ (Mees 2004). Однако интерпретация gutanio остается предметом спора среди рунологов (Nedoma 2003).

## Наконечник из Ковеля
Наконечник копья, найденный в 1858 г. близ села Сошичне, 30 км от Ковеля, Украина, датируется началом III в.
Размер наконечника — 15,5 см, максимальная ширина 3,0 см. Обе стороны листовидного наконечника были инкрустированы серебряными символами. Надпись, что нехарактерно для большинства рун, написана справа налево, читается как ᛏᛁᛚᚨᚱᛁᛞᛊ (tilarids), что интерпретируется либо как «всадник», либо, как полагает профессор Йоханнес Хупс (Reallexikon der Germanischen Altertumskunde, том 17), «скачущий к цели» (или «попадающий в цель»). Слово идентифицируется как восточногерманское (готское) по номинативному окончанию -s (в отличие от протоскандинавского -z). Формы знаков T и D — ближе к латинскому алфавиту, чем к классическому старшему футарку.
Литая копия наконечника в 1880 году была выставлена в Берлине, и ещё одна отливка — в 1884 году в Варшаве. Оригинал был украден нацистскими археологами у польского владельца в 1939 году и был утрачен в конце Второй мировой войны.

## Наконечник из Дамсдорф-Мюнхеберга
Наконечник копья, найденный в Дамсдорфе-Мюнхеберге, в Бранденбурге между Берлином и рекой Одер, с надписью ᚱᚨᚾᛃᚨ (ranja, соответствует слову 𐍂𐌰𐌽𐌽𐌾𐌰, rannja из текстов епископа Ульфилы).

## Веретено из Лецкани
Обруч веретена, найденный в Лецкани, Румыния, датируется IV веком.
ᚨᛞᛟᚾᛊᚢᚠᚺᛖ ᛬ᚱᚨᛜᛟ᛬ (adonsufhe :rango:)

## Пряжка из Сабадбаттяна
Серебряная пряжка, найденная в Сабадбаттяне, Венгрия, датируется началом V века и, возможно, относится к племени «Mærings» или остготам. 
ᛗᚨᚱᛁᛜᛊ (mari͡ŋgs)

## Современные мистификации
Известные в истории сведения о готском государстве в Крыму породили ожидания, что хотя бы на раннем этапе крымские готы могли использовать руническое письмо. Поэтому находка на мысе Опук в 1996 году в Крыму камня с «руническими» знаками вызвала большой научный ажиотаж. Вышла статья руководителя археологической экспедиции на горе Опук В. К. Голенко о найденном артефакте и целый шлейф статей интерпретаций. К чести археологического сообщества, часть авторов высказывала сомнения. В настоящее время камень хранится в Крымском республиканском краеведческом музее в Симферополе. Однако уже в 2010 году Н. Ф. Федосеев в статье «О достоверности рунических надписей Причерноморья» дезавуировал все эти построения. Надпись была выполнена О. Куприяненко, жителем Керчи, увлекающимся эзотерикой, в 1994 году в качестве части художественных проб. За два года она прошла процесс естественного старения и была обнаружена В. К. Голенко. Позднее успех «сенсационной находки» породил целый бум «рунических камней» на Керченском полуострове.